# Touzlov
La rivière Touzlov (russe : Тузлов) est un affluent de l’Aksaï (un bras du Don) situé sur sa rive gauche dans le sud de la Russie d’Europe. D’une longueur de 182 km (avec le Touzlov gauche) il draine un bassin de 4 680 km2.

## Géographie
La rivière prend sa source sur le flanc sud du plateau du Donets, non loin de Lyssogorka, à la confluence des trois rivières : les Touzlov gauche (Левый Тузлов), droit (Правый Тузлов) et moyen (Средний Тузлов). Elle coule en direction du sud-est et se jette dans l’Askaï à Novotcherkassk.